# Staande-golfverhouding
De staande-golfverhouding, afgekort tot SGV, (Engels: SWR, standing wave ratio) is de verhouding van de maximale en de minimale amplituden in een staande golf.
Als op een lijn een heengaande golf interfereert met een teruggaande golf, met amplituden respectievelijk {\displaystyle A^{+}} en {\displaystyle A^{-}}, is:
{\displaystyle \mathrm {SGV} ={\frac {A_{max}}{A_{min}}}={\frac {A^{+}+A^{-}}{A^{+}-A^{-}}}}
Als de teruggaande golf het gevolg is van reflectie aan het einde van een transmissielijn, kan de staande-golfverhouding ook uitgedrukt worden in de reflectiecoëfficiënt Γ:
{\displaystyle \mathrm {SGV} ={\frac {1+|\Gamma |}{1-|\Gamma |}}}
Door de SGV te meten, kan dus de mate van reflectie bepaald worden. In de praktijk zal men er bijna altijd naar streven een lijn (zo goed mogelijk) karakteristiek af te sluiten, zodat er geen vermogen gereflecteerd wordt naar de bron. Zulke reflecties betekenen immers verlies en kunnen bovendien schade aan de bron veroorzaken. Als meting bij de belasting onmogelijk of lastig is, kan ergens op de lijn de SGV bepaald worden.